# Animal Rebellion
Animal Rebellion is een activistische beweging die strijdt voor dier- en klimaatrechtvaardigheid met als doel de overheid te dwingen om een transitie naar een plantaardig voedselsysteem in gang te zetten. De actiegroep rechtvaardigt de noodzaak voor de invoering van een dergelijk systeem op basis van de impact van de veeteelt op klimaatverandering, het uitsterven van soorten en biodiversiteit, de ongelijkheid van de wereldvoedselverdeling en de afbraak van ecosystemen die komen kijken bij voedsel op basis van dierlijke middelen of producten. Ze streeft daarnaast naar het uitbannen van speciësisme, om zo een duurzame, vreedzame, respectvolle en rechtvaardige samenleving met alle levende wezens te bewerkstelligen. De organisatie werd in juni 2019 in Londen opgericht door 12 mensen, waaronder Daniel Kidby, Dora Hargitai en Alex Lockwood van de Universiteit van Sunderland.
In Nederland is klimaatrechtvaardigheid voor iedereen, inclusief de niet-menselijke dieren, het hoofddoel van Animal Rebellion. 
De actiegroep gebruikt bij acties methoden van burgerlijke ongehoorzaamheid, waardoor activisten soms gearresteerd worden. Deze methodes betreffen onder andere het gebruik van graffiti, het betreden van privéterreinen van de vee-industrie en straatblokkades. De beweging stelt op haar website dat ze geweldloos opereert en haar acties richt op systemen, en niet op individuen. Animal Rebellion demonstreert vaak samen met Extinction Rebellion, welke een soortgelijke naam- en beeltenis kent. De organisaties zijn echter, onder andere door gebrek aan hiërarchische structuur, niet officieel verbonden of verwoven met elkaar.